# Pfarrkirche Harth (Gemeinde Geras)

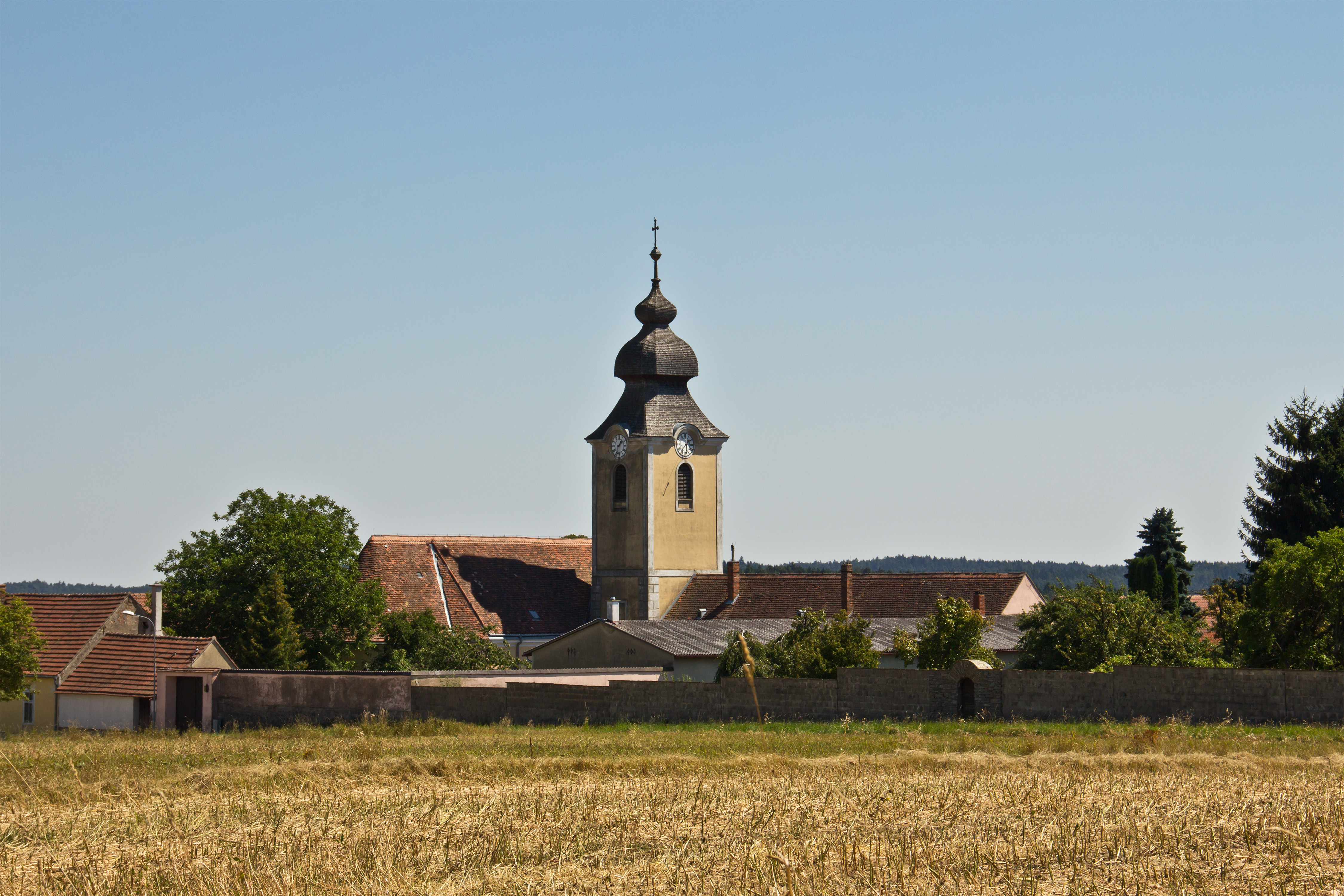
Pfarrkirche hl. Rochus in Harth

Die römisch-katholische Pfarrkirche Harth steht leicht erhöht in der Ortschaft Harth in der Gemeinde Geras im Bezirk Horn in Niederösterreich. Sie ist dem heiligen Rochus geweiht und liegt im Dekanat Geras in der Diözese St. Pölten. Das Bauwerk steht unter Denkmalschutz (Listeneintrag).

## Geschichte
Zwischen 1670 und 1675 wurde der heutige Pfarrhof mit einer in den Gebäudekomplex integrierten Rochuskapelle als Wirtschaftshof des Stifts Geras errichtet. 1783 wurde Harth zur Pfarre erhoben und dem Stift Geras inkorporiert. 1835 wurde die heutige Pfarrkirche durch Baumeister Mathias Böhm errichtet.

## Architektur
Kirchenäußeres
Die Kirche ist ein genordeter Saalbau mit eingezogenem, gleich hohem Chor in spätbarocken Formen. Der westlich liegende Kirchturm ist an den im Westen liegenden Pfarrhof angebaut. Die Kirche ist ein schlichter Bau mit profiliertem Traufgesims und Ecklisenen. Die Kirchenfenster sind rundbogig. Über der Kirche ist ein Satteldach. Die Südfassade der Kirche ist glatt ausgeführt und wird nach oben hin durch einen geschwungenen Giebel abgeschlossen. Darüber ist eine Steinfigur der heiligen Maria mit Kind aus der Zeit um 1700. Das Portal ist segmentbogig und hat eine Eisenplattentüre. Die Verbindungen zum kurzen Chor sind abgeschrägt. Der Chor ist segmentbogig geschlossen. der Kirchturm ist zwischen Langhaus und Pfarrhof eingebaut. Der zweigeschoßige Kirchturm hat einen quadratischen Grundriss und ist leicht rückspringend. Die Ecken des Kirchturmes sind gequadert darüber sind Lisenen. Die Schallfenster sind rundbogig ausgeführt. Darüber ist ein Uhrengiebelkranz und ein holzgeschindelter Zwiebelhelm.  An der Außenseite der Kirche ist ein barocker Grabstein mit Relief der Mater Dolorosa unter dem Gekreuzigten aus der ersten Hälfte des 18. Jahrhunderts mit einer Inschrift zur Pfarrgeschichte.
Kircheninneres
Über dem Langhaus ist eine Flachdecke mit umlaufenden Gesims über Pilastern. Die Westempore ruht auf Platzlgewölbe und toskanischen Säulen. Der Triumphbogen ist korbbogig. Über dem Chor ist Platzlgewölbe.

## Ausstattung
Die Einrichtung wurde um 1965 neu geordnet. Der Hochaltar mit einem Hängekruzifix steht über einem gemauerten Altartisch aus der Zeit um 1965. Der rechte Seitenaltar ist ein spätbarocker Retabelaltar  aus dem letzten Drittel des 18. Jahrhunderts.  Er besteht aus einem zweigeschoßigen Aufbau über einem geschwungenen Altartisch, der teilweise aus Fragmenten aus der Zeit um 1700 zusammengesetzt wurde. Seitlich sind korinthisierende Pilaster, darüber ist ein Segmentgiebelaufsatz. Die Figuren der Heiligen Sebastian und Rochus stammen aus der Zeit um 1700. Im Auszugsbild ist die „Anbetung der Könige“ dargestellt. Die Szene wurde in der Mitte des 18. Jahrhunderts gemalt. Darüber sind Leuchterengel vom Anfang des 18. Jahrhunderts. Der linke Seitenaltar besteht aus einem geschwungenen Altartisch, darüber ist eine Gruppe der heiligen Maria mit Kind im Strahlenkranz, umgeben von Stuckwolken und Putten aus der Mitte des 18. Jahrhunderts. Die Fassung und Vergoldung stammt aus dem 19. Jahrhundert. Im Chor befindet sich ein Leinwandbild des heiligen Sebastian aus der Mitte des 18. Jahrhunderts. Es wurde von Kropf gemalt. Unter der Empore hängt ein Kruzifix aus der ersten Hälfte des 18. Jahrhunderts und eine polychromierte Fegefeuergruppe aus der Mitte des 18. Jahrhunderts. Die figuralen Glasfenster und die Kreuzwegreliefs stammen von 1965. Die Glocke wurde 1729 von Ferdinand Drackh gegossen.

## Orgel
Die Orgel stammt aus der zweiten Hälfte des 18. Jahrhunderts.